# Roknia
Roknia (arabisch الركنية) ist eine algerische Gemeinde in der Guelma mit 10.114 Einwohnern. (Stand: 1998) Überregional bekannt ist die Gemeinde für die Dolmen von Roknia.

## Geographie
Roknia wird umgeben von Bouati Mahmoud im Nordosten, von El Fedjoudj, Héliopolis und Guellat Bou Sbaa im Osten und von Hammam Debagh im Süden.